# Starý rybník (Pohořelice)
Starý rybník je třetí největší rybník v soustavě Pohořelických rybníků. Nachází se mezi osadou Velký Dvůr a obcí Přibice jižně od Pohořelic. Rybník byl vybudován kolem roku 1520 v době velkého rozmachu rybářství. Vodní plocha má rozlohu 130 ha, zásobní objem činí 1,7 milionů m³. Leží v nadmořské výšce 176 m.
Je napájen z Mlýnského náhonu Cvrčovice.